# 4962 Vecherka
A 4962 Vecherka (ideiglenes jelöléssel 1973 TP) a Naprendszer kisbolygóövében található aszteroida. Tamara Szmirnova fedezte fel 1973. október 1-én.